# Carol IX
„Carol IX” este o poezie alcătuită din opt strofe, scrisă de George Coșbuc și publicată pentru prima dată în 1893 în volumul Balade și idile.